# Mubarizun

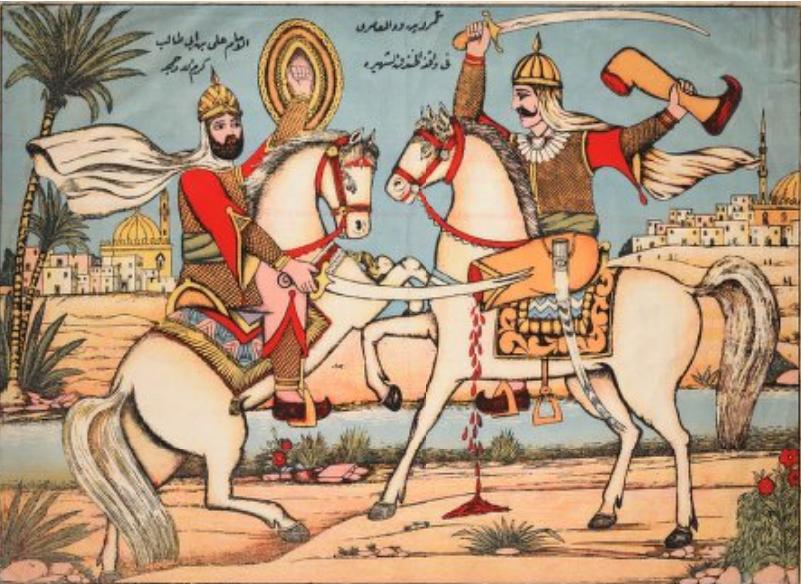
Duelo travado perto de Medina em 627, durante a Batalha da Trincheira, entre Ali e

Os mubarizun (em árabe: مبارزون; ; "duelistas" ou "campeões") eram uma unidade especial do exército do Califado Ortodoxo, formado por espadachins, lanceiros e arqueiros que eram campeões nas suas especialidades militares. Na Arábia pré-islâmica e nos impérios Bizantino e Sassânida, normalmente as batalhas começavam com duelos entre guerreiros campeões dos respetivos exércitos. Os mubarizun — cuja tradução literal é "duelistas", mas também pode traduzir-se por "campeões" — eram um corpo de elite cuja missão era matar os campeões do exército inimigo para minar o moral dos seus soldados.
Tipicamente o exército muçulmano iniciava a batalha com os seus soldados vestindo as suas armaduras, seguindo-se a reunião das unidades nas suas posições e por fim eram enviados os mubarizun. Estes eram instruídos para não perseguirem qualquer campeão inimigo derrotado para além de dois terços da distância à linha inimiga, para evitar o risco de ficarem isolados. Após a conclusão da fase de duelo, o exército iniciava então o avanço geral.
Entre os mubarizun mais célebres encontram-se Calide ibne Ualide e Abul Ramane ibne Abu Becre. O primeiro foi um dos generais mais brilhantes do seu tempo e protagonista das invasões muçulmanas do Iraque e da Síria; o segundo era o filho mais velho de califa Abacar.[carece de fontes?]